# Koko ni ita koto
Koko ni ita koto (ここにいたこと? lett. "Siamo state qui") è il terzo album studio del gruppo di idol giapponesi AKB48, pubblicato l'8 giugno 2011. L'album è arrivato alla prima posizione della classifica Oricon, vendendo in totale oltre un milione di copie.

## Tracce
CD
1. Shōjotachi yo (少女たちよ Girls) - 4:33
2. Overtake - 4:44
3. Boku ni dekiru koto (僕にできること What I Can Do) - 4:09
4. Ren'ai circus (恋愛サーカス Love Circus) - 3:37
5. Kaze no yukue (風の行方 Direction of the Wind) - 5:07
6. Wagamama collection (わがままコレクション Selfish Collection) - 4:53
7. Ningyo no vacances (人魚のバカンス Mermaid's Vacances) - 4:00
8. Kimi to boku no kankei (君と僕の関係 My Relationship with You)  - 3:02
9. Iikagen no susume (イイカゲンのススメ Encouragement to Be Irresponsible) - 4:30
10. High School Days (High school days) - 4:36
11. Team B oshi (チームB推し Team B Fan) - 4:28
12. Chance no junban (チャンスの順番) - 4:19
13. Beginner - 3:58
14. Ponytail to shūshū (ポニーテールとシュシュ) - 3:58
15. Heavy Rotation (ヘビーローテーション, Hebī Rōtēshon) - 4:43
16. Koko ni ita koto (ここにいたこと) - 4:11

DVD
1. Ponytail to shūshū (choreography videos) - 4:29
2. Heavy Rotation (choreography videos) - 4:40
3. Beginner (choreography videos) - 3:57
4. Chance no junban (choreography videos) - 4:17